# Lamprolabus pseudobispinosus
Lamprolabus pseudobispinosus is een keversoort uit de familie bladrolkevers (Attelabidae). De wetenschappelijke naam van de soort werd in 2005 gepubliceerd door Andrei Aleksandrovich Legalov & Liu.